# Klimarappen
Der Klimarappen auf Kraftstoffen war eine «freiwillige» Massnahme der Erdölbranche in der Schweiz. Er wurde von 2005 bis 2012 als Aufschlag von den Treibstoffimporteueren auf alle Benzin- und Dieselimporte geschlagen.

## Einführung
Der Klimarappen wurde auf Betreiben der Erdöl-Vereinigung eingeführt, um eine CO2-Abgabe auf Treibstoffe zu verhindern. Eine solche war im damaligen schweizerischen CO2-Gesetz vorgesehen für den Fall, dass «freiwillige Maßnahmen» der Industrie – wie 2011 absehbar – nicht zum Gesetzesziel führen: Das Parlament hatte eine CO2-Abgabe in der Höhe von 12 Franken pro Tonne CO2 per Anfang 2008 nur auf Brennstoffe, nicht aber auf Treibstoffe eingeführt.
Im Kyoto-Protokoll hat sich die Schweiz verpflichtet, die Treibhausgas-Emissionen im Zeitraum von 2008 bis 2012 gegenüber 1990 im Durchschnitt um acht Prozent zu senken; das CO2-Gesetz sah eine Reduktion des Kohlendioxids um zehn Prozent vor. Dazu ist eine Reihe von Massnahmen erforderlich. Der Bundesrat der Schweiz hat im März 2005 beschlossen, auf den Vorschlag des Klimarappens der Erdölbranche einzusteigen.

## Umsetzung
Der Klimarappen war eine Abgabe in einer Höhe von 1,3 bis 1,9 Rappen je Liter, die von den Importeuren von 2005 bis 2012 freiwillig auf alle Benzin- und Dieselimporte geschlagen wurde. Der Ertrag wird von der Stiftung Klimarappen eingesetzt, um im In- und Ausland Treibhausgasemissionen zu «kompensieren».
Im Inland sollen mindestens 0,2 Millionen Tonnen von der erforderlichen Reduktionsmenge von 1,8 Millionen Tonnen erzielt werden; die Stiftung Klimarappen konnte beispielsweise folgende Massnahmen fördern:
- Energiesparende Fahrweise im Straßenverkehr
- Nutzung von Car-Sharing
- Verwendung alternativer Kraftstoffe wie Ethanol-Kraftstoff, Biodiesel und Biogas

Die bis 2010 erreichten Emissionsreduktionen stammen jedoch nicht aus dem Verkehrsbereich; die Vorgabe wurde verpasst und kann nur durch Zukauf von Emissionsrechten erreicht werden, was eine Änderung der Verordnung nötig macht: Die von der erforderlichen Reduktionsmenge von 1,8 Millionen Tonnen maximal im Ausland kompensierbaren 1,6 Millionen Tonnen waren schon ein Jahr vor der Planungsperiode verplant.

## Mittelverwendung
2013 und 2016 wurde festgehalten, dass das verbleibende Fondsvermögen für die Kompensierung im Rahmen des Emissionshandelssystem der Schweiz eingesetzt werden sollte, darunter auch für den Kauf von Emissionsminderungszertifikaten der projektbasierten Mechanismen des Kyoto-Protokolls. Die Stiftung Klimarappen erwarb mit den ihr zur Verfügung stehenden Mitteln Zertifikate, die sie dem Bundesrat der Schweiz für die Erfüllung der Kyoto-Ziele zur Verfügung stellt.
Zehn Jahre nach Auslaufen des Klimarappens war 2022 immer noch ein Fondsvermögen von rund 50–70 Millionen Franken bei der Stiftung Klimarappen vorhanden. Eine weitere Folgevereinbarung legt fest, dass das verbleibende Vermögen in Klimaschutzprojekte im In- und Ausland fliessen soll. Dabei sollen Negativemmissionstechnologien oder Carbon-Capture-and-Storage-Projekte unterstützt werden.